# Condado de Kearny
El condado de Kearny (en inglés: Kearny County), fundado en 1873, es uno de 105 condados del estado estadounidense de Kansas. En el año 2006, el condado tenía una población de 4,469 habitantes y una densidad poblacional de 2 personas por km². La sede del condado es Lakin. El condado recibe su nombre en honor a Philip Kearny.

## Geografía
Según la Oficina del Censo, el condado tiene un área total de 2257 km² (871,4 mi²), de la cual 2256 km² (871 mi²) es tierra y 1 km² (0,3861003861 mi²) (0.01%) es agua.

### Condados adyacentes
- Condado de Wichita (norte)
- Condado de Scott (noreste)
- Condado de Finney (este)
- Condado de Haskell (sureste)
- Condado de Grant (sur)
- Condado de Stanton (suroeste)
- Condado de Hamilton (oeste)

## Demografía
Según la Oficina del Censo en 2000, los ingresos medios por hogar en el condado eran de $40,149, y los ingresos medios por familia eran $43,703. Los hombres tenían unos ingresos medios de $30,117 frente a los $20,179 para las mujeres. La renta per cápita para el condado era de $15,708. Alrededor del 11.70% de la población estaban por debajo del umbral de pobreza.

## Transporte

### Autopistas principales
- U.S. Route 50
- U.S. Route 400
- Ruta Estatal de Kansas 25

## Localidades
Población estimada en 2006;
- Lakin, 2,303 (sede)
- Deerfield, 879

### Municipios
El condado de Kearny está dividido entre siete municipios. El condado no tiene a ninguna ciudad independiente a nivel de gobierno, y todos los datos de población para el censo de las ciudades son incluidas en el municipio.

## Educación

### Distritos escolares
- Lakin USD 215 (Sitio web)
- Deerfield USD 216 (Sitio web)